# فرودگاه آبی پورت آلبرنی/ اسپروت لیک
فرودگاه آبی پورت آلبرنی/ اسپروت لیک (به انگلیسی: Port Alberni/Sproat Lake Water Aerodrome) یک فرودگاه خصوصی است که یک باند فرود آب دارد. این فرودگاه در کشور کانادا قرار دارد و در ارتفاع ۲۹ متری از سطح دریا واقع شده است.